# The True Glory
The True Glory é um filme-documentário estadunidense de 1945 dirigido e escrito por Garson Kanin e Carol Reed, considerado propagandístico na Segunda Guerra Mundial. 
Venceu o Oscar de melhor documentário de longa-metragem na edição de 1946.

## Elenco
- Dwight D. Eisenhower